# Grua sarus

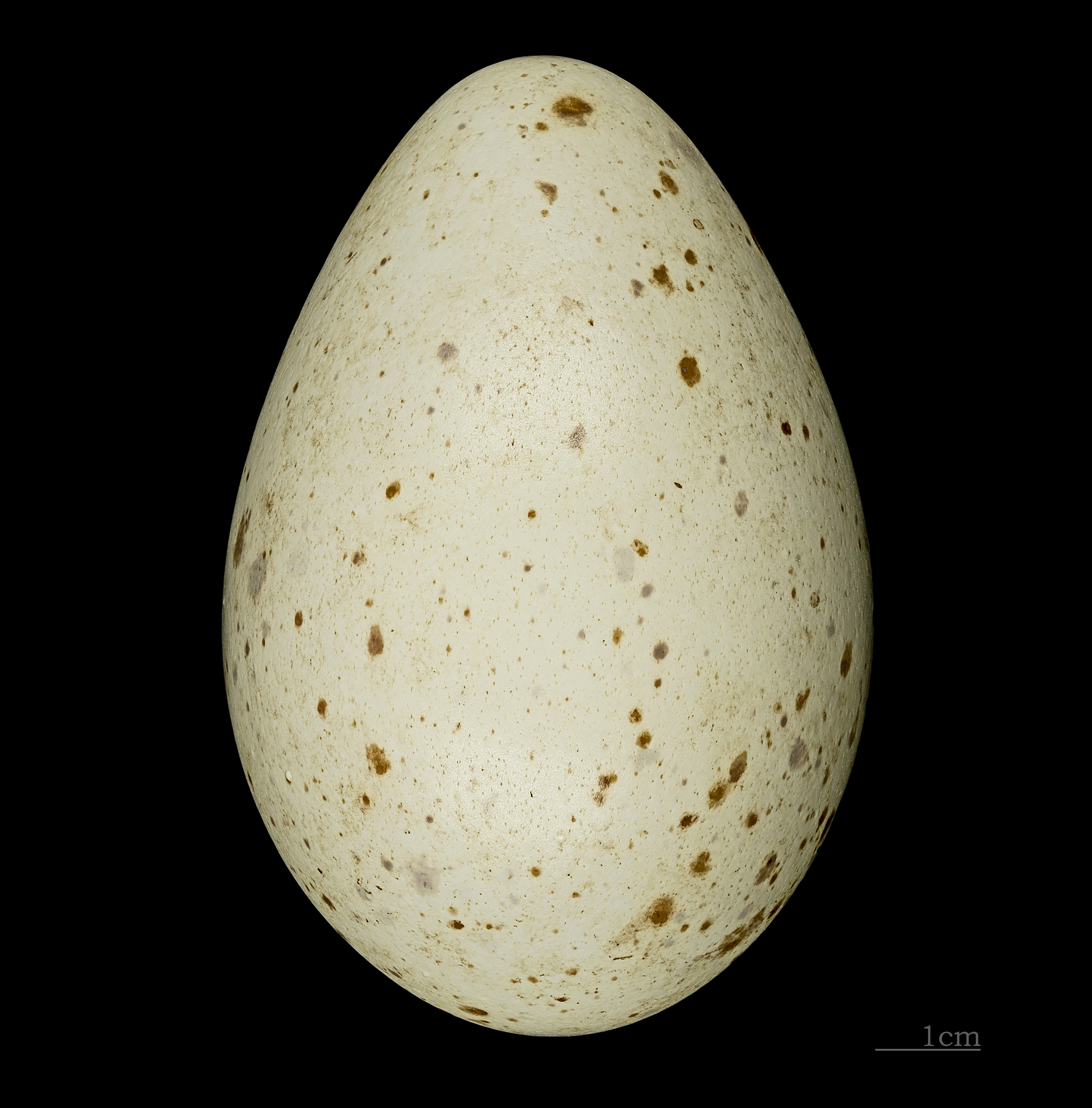
Ou

La grua sarus (Antigone antigone) és una espècie d'ocell de la família dels grúids (Gruidae) que habita aiguamolls i camps negats al Pakistan, al nord de l'Índia, al sud-oest de la Xina, a Myanmar i, localment, al Sud-est asiàtic i també a Queensland i al Territori del Nord, a Austràlia.